# 315577 Carmenchu
315577 Carmenchu è un asteroide della fascia principale. Scoperto nel 2008, presenta un'orbita caratterizzata da un semiasse maggiore pari a 2,5164092 UA e da un'eccentricità di 0,0754636, inclinata di 3,02241° rispetto all'eclittica.